# Excite
Excite – pierwotnie katalog stron i wyszukiwarka, w późniejszym czasie portal internetowy.

## Historia
Excite rozpoczął działalność jako Architext w czerwcu 1993 roku w Cupertino w Kalifornii, stworzony przez Grahama Spencera, Joe Krausa, Marka VanHarena, Ryana McIntyre'a, Bena Lutcha i Martina Reinfrieda, którzy byli studentami Uniwersytetu Stanforda. Celem było stworzenie oprogramowania do zarządzania ogromnymi informacjami w sieci WWW. W lipcu 1994 roku International Data Group zapłaciła im 80 000 USD za rozwój usługi online przyczyniając się do powstania Excite Inc. W styczniu 1995 r projekt uzyskał 250 000 USD "pierwszej rundy" wsparcia z całkowitej kwoty 1,5 miliona USD. Wkrótce potem, w październiku tego samego roku Excite został formalnie uruchomiony.
W 1996 r. Excite zakupiło dwie wyszukiwarki (Magellan i WebCrawler) i podpisało umowy na wyłączną dystrybucję usługi wyszukiwania między innymi z Netscape, Microsoft i Apple.
4 kwietnia 1996 r. Excite wszedł na giełdę z pierwszą ofertą dwóch milionów akcji. W tym samym roku America Online (AOL) zgodziła się uczynić Excite swoją wyłączną usługą wyszukiwania i katalogu stron, w zamian za większy 20-procentowy udział w Excite i sprzedaż WebCrawlera. 16 października 1997 roku Excite kupił Netbot, porównywarkę cenową. W tym samym czasie Intuit ogłosił uruchomienie Excite Business & Investing. Jeszcze w tym samym roku sfinalizowano umowę z Ticketmaster, aby zapewnić bezpośrednią sprzedaż biletów online.
Excite był pierwszym portalem, który zaczął oferować darmową pocztę elektroniczną, a w ślad za tym krokiem poszli rywale Yahoo! i Lycos.
19 stycznia 1999 roku Excite zostało przejęte przez @Home Network. W tym czasie Excite był szóstym co do wielkości portalem internetowym pod względem ruchu. Fuzja Excite i @Home Network o wartości 6,7 mld USD w 1999 r. (równowartość 11,1 mld USD w 2022 r.) stała się wówczas jedną z największych fuzji dwóch firm internetowych. Po fuzji oddział Excite kupił iMall, a także firmę Blue Mountain Arts zajmującą się kartkami okolicznościowymi online. Excite przejął również firmę Webshots zajmującą się udostępnianiem zdjęć.
Wyszukiwarka Magellan, którą Excite kupił w 1996 roku, została zamknięta w maju 2001 roku. 13 września 2001 roku Excite@Home sprzedał Blue Mountain Arts firmie American Greetings za mniej niż 5% tego, co zapłacił niecałe dwa lata wcześniej. 1 października 2001 roku Excite@Home złożył wniosek o ochronę przed bankructwem na podstawie Rozdziału 11 w Sądzie Upadłościowym Stanów Zjednoczonych dla Północnego Dystryktu Kalifornii. W ramach umowy dostęp do krajowej sieci światłowodowej @Home został odsprzedany AT&T Corporation. @Home Liquidating Trust stał się następcą Excite@Home, któremu powierzono sprzedaż wszystkich aktywów dawnej firmy.
iWon złożył wspólną ofertę z InfoSpace z Seattle na zakup nazwy domeny i marki Excite. 28 listopada 2001 roku sąd zaakceptował ofertę. 16 grudnia 2001 roku iWon uruchomił nowy portal Excite i przeniósł tam miliony użytkowników, po czym zmienił nazwę na Excite Network. InfoSpace, na swojej stronie posiadał i obsługiwał funkcję wyszukiwania z Excite, przy czym indeks stron Excite został zdeprecjonowany i zamiast tego zostały wykorzystane wyniki wyszukiwania Overture i Inktomi oraz DMOZ (Open Directory).
W marcu 2004 roku Excite Network zostało przejęte przez Ask Jeeves (Ask.com). 20 maja 2005 roku Ask Jeeves wydał dwa ogłoszenia dotyczące odmłodzenia marki Excite. Ask ogłosiło, że nabyło Excite Italia B.V. (operatora portali Excite w Europie) od Tiscali, S.p.A.. Spółka poinformowała, że zawarła z InfoSpace kompleksową ugodę dotyczącą Excite w Stanach Zjednoczonych, na mocy której Ask Jeeves i InfoSpace podzieliły się kosztami marketingu i przychodami z funkcji wyszukiwania internetowego Excite. Mimo zabiegów Excite nie powrócił do swojej popularności z poprzednich lat. Pozostał jednak istotny w Japonii. Excite zakończyło wsparcie dla swojej usługi poczty internetowej 31 sierpnia 2021 r. Tym, którzy już mieli konta, zaoferowano zapłacenie za konto e-mail BlueTie Home, aby zachować swoje wiadomości i kontakty.